# Moské
Moske (eller moské) (مسجد) er en bygning, hvor muslimer samles til sociale og religiøse riter og ritualer, særligt andagter, bønner og undervisning af menigheden. Moskeer kan  have en eller flere minareter, hvorfra bedeudråberen (muaddhin) kalder til bøn (adhan). Ved de daglige tidebønner ledes disse (salah) af en imam, oftest af en ansvarshavende, der er tilknyttet moskeen.
Før de rituelle tidebønner er en rituel afvaskning påkrævet (abdest, wudu på arabisk). I moskéen beder de troende på et bedetæppe og til tider en bedesten (shia-islam), hvor de udfører forskellige rituelle handlinger. De bedende står skulder ved skulder med ansigtet vendt mod Kabaen i Mekka. Retningen kaldes qibla og er angivet ved en mihrab, en speciel bedeniche. Under bønnen står imamen foran den forsamlede menighed ud for mihrab. 
Selv om tidebønnerne ikke er obligatoriske at fremsige i fællesskab i moskeen, er det tilrådet muslimske mænd at deltage i fredagsbønnen. Fredagsbønnen er en særlig prædiken (khutba), som udsiges fra en prædikestol (minbar). Talen holdes oftest af imamen og er præget af sociale, religiøse og politiske emner.
Mænd og kvinder er i moskeen kønsopdelt, så kvinder og mænd oftest har hver deres indgang, adskilt af forhæng, en semitransparent skærmvæg eller lignende. I større moskeer vil der også typisk forefindes en balkon til kvinder.

## Arkitektoniske elementer
Den klassiske moské er rektangulær i sin grundplan og typisk indrettet med et åbent gårdrum foran selve moskéen. I gårdrummet findes ofte en pavillon med rindende vand hvor den rituelle renselse kan foretages. 
Profeten Muhammeds hus i Medina, hvorfra han prædikede til sin menighed, er det historiske forbillede for moskeer. Moskeer var tidligere relativt enkle og ydmyge huse, men udviklede sig i takt med islams udbredelse og indflydelse til rigt dekorerede og imposante bygninger. 
De tidlige moskeer havde ingen minareter, men har i dag mellem en og syv. Kun Masjid al-Haram i Mekka har syv minareter. Minareter findes i mange forskellige udformninger, f.eks. runde, slanke og himmelstræbende, firkantede og kraftige, lerklinede adobestenstårne med stejlt skrånende sider, zigguratformede, pagodeformede, alt efter den verdensdel hvori de er beliggende.
Moskeer har i dag typisk en stor kuppel. I forskellige dele af den islamiske verden kan den have forskellig udformning; stor sfærisk central kuppel (Lilleasien), løgkuppel (Mesopotamien til det indiske subkontinent) og pagodeformet (Kina og Fjernøsten). 
De dekorative elementer i moskeer har typisk karakter af geometriske mønstre, florale motiver samt kalligrafier. I overgange mellem krumninger og plane flader benyttes ofte mukarnaer, eksempelvis ved kuplen over den rektangulære eller kvadratiske grundplan, under bedeudråberens balkon (på minareten), i Qibla-nichen, ved portaler og døre m.v. 
Foran vinduer findes ofte skærmende paneler, mashrabiya, som er paneler i træ eller sten med udskæringer i geometriske mønstre. Panelerne fungerer som solafskærmning samt dekoration.

## Moskeer i Danmark
Den første skandinaviske moské, Nusrat Djahan-moskeen, ligger på Eriksminde Allé 2 i Hvidovre og blev bygget i 1967 til ahmadiyya-bevægelsen. Den er tegnet af civilingeniør John Zachariassen og er på i alt 238 m².
I takt med indvandringen af først gæstearbejdere og siden også mange flygtninge og familiesammenførte fra forskellige muslimske lande er antallet af danske moskeer vokset over de sidste 50 år. I 2017 var der ca. 170 moskeer i Danmark, hvoraf langt de fleste dog er blevet indrettet i eksisterende bygninger, der ikke er bygget til formålet. Af disse er ca. 20 moskeer shiamuslimske og to er tilknyttet ahmadiyya-bevægelsen, mens resten er sunnitiske. Mange af moskeerne har til huse i nedlagte lagerbygninger eller kælderlejligheder. Det er karakteristisk for de fleste danske moskeer, at de især henvender sig til en bestemt etnisk gruppe, f.eks. dansk-tyrkere, dansk-pakistanere eller indvandrere og efterkommere fra arabiske lande, og de fleste moskeer har derfor også deres prædikener på det pågældende sprog. I takt med at en større del af de danske muslimer er født og opvokset her i landet, er anvendelsen af dansk som prædikensprog imidlertid også efterhånden blevet mere udbredt.
Den første større danske moské blev opført i 2014 af Dansk Islamisk Råd, finansieret af den tidligere emir af Qatar, Hamad bin Khalifa al-Thani, og er beliggende på Vingelodden 1 ved Rovsingsgade på Nørrebro. Bygningen er tegnet af den danske arkitekt Metin Lindved Aydin og er på i alt 5.042 m² ekskl. P-kælder. Moskeen og det tilknyttede kulturcenter, Hamad Bin Khalifa Civilisation Center, blev indviet den 19. juni 2014. 
Året efter, 1. oktober 2015, blev en stor shiitisk moské, Imam Ali-moskéen, indviet på Vibevej 25-27 i Københavns Nordvestkvarter. Moskéen er tegnet af arkitekt Bijan Eskandani og er på i alt ca. 3.500 m².
I maj 2018 blev den tyrkiske Ayasofya-moské indviet på Allehelgensgade i Roskilde.

## Billeder
- Moské i Karachi, Pakistan
- Kocatepe-moskeen i Ankara, Tyrkiet
- Dearborn-moskeen i Dearborn, Michigan, USA
- Larabanga-moskeen i Larabanga, Ghana
- Jami-Ul-Afar-moskeen i Colombo, Sri Lanka